# Speak Now (Taylor’s Version)
Speak Now (Taylor’s Version) — третий перезаписанный альбом американской певицы Тейлор Свифт, вышедший 7 июля 2023 года, на лейбле Republic Records. Это обновлённая версия третьего альбома Свифт, продолжает серию перезаписей, начатую в 2021 году альбомами Fearless (Taylor’s Version) и Red (Taylor’s Version). Перезапись старых альбомов является частью противодействия Свифт против изменений владения мастер-записями её первых шести студийных альбомов, записанных при лейбле Big Machine Records. Альбом был анонсирован 5 мая 2023 года на первом шоу в Нашвилле в рамках её продолжающегося концертного тура Eras Tour.
Состоящий из 22 композиций альбом Speak Now (Taylor’s Version) был написан исключительно Свифт. В него вошли перезаписанные версии 16 песен из делюкс-издания Speak Now и шесть ранее не издававшихся композиций «From the Vault» (из хранилища). Свифт и Кристофер Роу спродюсировали большую часть альбома, а в работе над треками «из хранилища» приняли участие Аарон Десснер и Джек Антонофф. В качестве приглашённых вокалистов выступили американские музыканты, рок-группа Fall Out Boy и певица Хейли Уильямс из Paramore.
В Speak Now (Taylor’s Version), находящемся под сильным влиянием рока и поп-панка, фирменное кантри-поп звучание Свифт сочетается со стилями эмо, поп-рок, готик-рок и альтернативный рок. Музыкальную основу составляют динамичные композиции из электрогитар, тяжелых ударных, струнных и акустических инструментов. В лирическом плане это свободный концептуальный альбом о невысказанных признаниях, документирующий переменчивые эмоции подросткового возраста Свифт. Альбом получил высокую оценку музыкальных критиков, которые отметили эмоционально насыщенные тексты и сильное вокальное исполнение.
В коммерческом плане альбом Speak Now (Taylor’s Version) побил мировой рекорд Spotify по количеству потоков за один день для альбома в 2023 году. Альбом достиг первого места в Австралии, Бельгии (Фландрии), Великобритании, Ирландии, Испании, Канаде, Нидерландах, Новой Зеландии, а также в США, где он стал 12-м альбомом Свифт, возглавившим чарт Billboard 200, побив рекорд Барбры Стрейзанд по количеству альбомов, занявших первое место среди женских исполнителей. Все 22 композиции альбома дебютировали в чарте Billboard Hot 100, включая песню «I Can See You», занявшую пятое место.

## Предыстория
Тейлор Свифт подписала контракт на запись с Big Machine Records, независимым звукозаписывающим лейблом, базирующимся в Нашвилле, в 2005 года. В рамках контракта Big Machine выпустила первые шесть студийных альбомов Свифт, от Taylor Swift (2006) до Reputation (2017).
Стандартная версия альбома Speak Now была написана Свифт полностью самостоятельно и спродюсирована ею совместно с Нейтаном Чапманом, который продюсировал оба её предыдущих альбома. Альбом был выпущен 25 октября 2010 года на лейбле Big Machine Records. Он развивает стиль кантри-поп её прошлых альбомов с более агрессивными элементами мейнстрим-попа и рок-стилей 1970-х и 1980-х годов, таких как поп-рок, арена-рок и рок новой волны. Speak Now вошел в Книгу рекордов Гиннесса в 2010 году как самый быстро продаваемый цифровой альбом исполнительницы в США и был номинирован на 54-ю премию «Грэмми» в 2012 году как лучший кантри-альбом. New York Times написала в 2010 году, что высокие продажи альбома доказали, что Свифт «преодолела ограничения жанра и стала поп-мегазвездой».
Альбом стал коммерчески успешным и за первую неделю был продан в количестве миллиона копий в США, став её первой работой с таким достижением.
Согласно контракту с Big Machine Record, который Свифт подписала в 15 лет, мастер-записи её альбомов и песен, записанных её во время действия контракта, остались в собственности лейбла. В конце 2018 года срок действия контракта с лейблом истёк, после чего она прекратила сотрудничество с Big Machine Records и подписала новый контракт с Republic Records, что обеспечило ей право на владение мастер-записями новой музыки, которую она выпустит. В 2019 году американский бизнесмен Скутер Браун приобрёл старый лейбл исполнительницы. В рамках приобретения право собственности на мастер-записи первых шести студийных альбомов Свифт, включая Speak Now, перешло к Брауну. В августе 2019 года Свифт осудила покупку лейбла Брауном, а 21 августа она объявила, что перезапишет свои первые шесть студийных альбомов.
6 мая 2023 года во время выступления в Нэшвилле Тейлор Свифт объявила, что Speak Now (Taylor’s Version) выйдет 7 июля 2023 года.

## Запись
Альбом содержит 22 композиции: перезаписи 14 песен из стандартного издания, две из трёх композиций делюкс-издания — «Ours» и «Superman», а также шесть ранее не издававшихся песен «From the Vault», которые были написаны для альбома 2010 года, но так и не вошли в него. Композиция «If This Was A Movie» не была включена в альбом, поскольку она была единственной композицией, написанной не Свифт, и была выпущена в качестве сингла 17 марта 2023 года. Все песни были написаны исключительно Свифт в качестве реакции на тех, кто ставил под сомнение её художественную целостность как автора песен.
Перезаписанные треки были спродюсированы Свифт и Кристофером Роу, в то время как треки «From the Vault» были спродюсированы Свифт совместно с давними соратниками Аароном Десснером и Джеком Антоноффом. В двух композициях из хранилища, «Electric Touch» и «Castles Crumbling», приняли участие американская рок-группа Fall Out Boy и американская певица Хейли Уильямс, фронтвумен рок-группы Paramore, соответственно. В Speak Now (Taylor’s Version) сохранены все оригинальные тексты, за исключением ранее спорной строки («She’s better known for the things / That she does on the mattress») в припеве песни «Better than Revenge», которая была заменена на «He was a moth to the flame / She was holding the matches».

## Композиция и текст
Speak Now (Taylor’s Version) — альбом, в основе которого лежит кантри-поп-звучание предыдущих альбомов Свифт, но в то же время в нём присутствует поп-рок. Критик Clash Алекс Берри назвал альбом органичным сочетанием рока, кантри и поп-музыки. Он включает в себя ансамбль рок-стилей, создавая звучание, которое отклоняется в сторону готик-рока, поп-панка, эмо и альтернативного рока. Мелодии характеризуются зажигательными электрогитарами, тяжелыми ударными, оркестровыми элементами и взрывными припевами. Критики отметили, что перезаписанные треки имеют лучшее качество звучания за счёт более «густого (звучания)» гитар и улучшенного звука по сравнению с оригинальными записями. Альбом Speak Now (Taylor’s Version), представляющий собой свободную концепцию, в основном посвящён «словам, оставшимся невысказанными». Вдохновленный жизнью Свифт между 18 и 20 годами, этот автобиографический альбом исследует раздражение позднего подростка и её подростковые взгляды на жизнь, романтику и карьеру.

### Композиции «From the Vault»

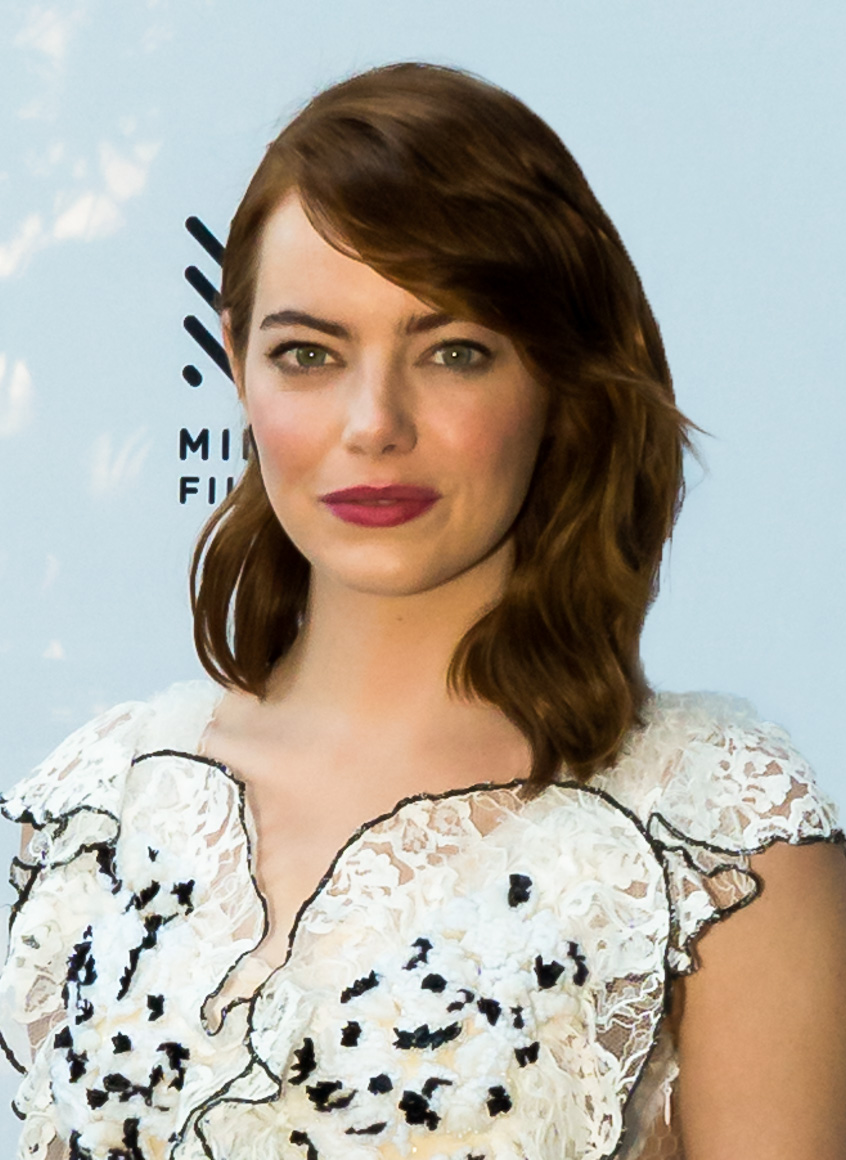
Эмма Стоун, о которой, как предполагается, была написана песня «When Emma Falls in Love»

По мнению критиков, шесть песен из хранилища соответствуют поп-роковому звучанию оригинального альбома Speak Now (2010). «Electric Touch» с участием американской рок-группы Fall Out Boy — это парящая, кинематографическая поп-панк-песня с искаженными гитарами и крещендо ударных. «Сливочный» вокал Свифт контрастирует с резким голосом Патрика Стампа. Она о тревогах, пессимизме и сомнениях в себе, связанных с первым свиданием. «When Emma Falls in Love» — мягкая песня под аккомпанемент фортепиано и банджо, представляющая взгляд Свифт от третьего лица на жизнь и характер подруги. Она включает в себя «величественную фортепианную балладу и покачивающийся кантри-поп». Благодаря тому, что в песне прослеживается характер Эммы, её сравнивают с созданными Свифт в 2020 году фэнтезийными альбомами Folklore и Evermore. СМИ считают вдохновительницей американскую актрису Эмму Стоун, подругу Свифт с 2008 года.

## Релиз
Speak Now (Taylor’s Version) был выпущен 7 июля 2023 года, став третьим перезаписанным альбомом Свифт. Перезапись песни «If This Was a Movie», одной из трех песен делюкс-издания оригинального альбома и единственной песни с соавтором, была выпущена в качестве промо-сингла и включена в стриминговый сборник Fearless (Taylor’s Version) 17 марта 2023 года. Стандартное виниловое издание Speak Now (Taylor’s Version) представляет собой набор из трёх мраморных фиолетовых с мраморным оттенком виниловых LP-пластинок. Также были выпущены два дополнительных варианта с сиреневым и орхидейным мраморным оттенком.
5 июня 2023 года Свифт объявила трек-лист альбома Speak Now (Taylor’s Version). В нём также были указаны приглашенные участники — Fall Out Boy и Уильямс, которых Свифт назвала в числе тех, кто повлиял на её тексты во время написания Speak Now. 24 июня, за 13 дней до выхода альбома, Свифт опубликовала в социальных сетях фрагмент песни «Mine (Taylor’s Version)». 29 июня короткое превью песни «Back to December (Taylor’s Version)» появилось в официальном трейлере второго сезона сериала Amazon Prime Video The Summer I Turned Pretty («Лето, когда я стала красивой»).
В день выхода альбома, 7 июля, на первом концерте в Канзас-Сити в рамках тура Eras Tour состоялась премьера клипа на композицию «I Can See You», который на следующий день был опубликован на её канале YouTube. В клипе, режиссёром и автором которого является Свифт, она снялась вместе с актёрами Тейлором Лотнером, Джоуи Кинг и Пресли Кэшем; двое последних ранее в возрасте 9 и 13 лет снимались в клипе Свифт на песню «Mean» (2011).

## Отзывы
| Совокупная оценка    | Совокупная оценка |
| Источник             | Оценка            |
| -------------------- | ----------------- |
| AnyDecentMusic?      | 7.6/10            |
| Metacritic           | 81/100            |
| Оценки критиков      |                   |
| Источник             | Оценка            |
| AllMusic             | [ 45 ]            |
| American Songwriter  | [ 26 ]            |
| Clash                | 8/10              |
| The Daily Telegraph  | [ 46 ]            |
| The Guardian         | [ 24 ]            |
| i                    | [ 47 ]            |
| The Independent      | [ 27 ]            |
| The Line of Best Fit | 7/10              |
| Pitchfork            | 7.5/10            |
| Rolling Stone UK     | [ 25 ]            |
| Slant Magazine       | [ 49 ]            |

Альбом Speak Now (Taylor’s Version) получил одобрение критиков. На сайте Metacritic, где выставляется средневзвешенный балл на основе обобщения оценок рецензентов, альбом получил 81 балл из 100 на основе 14 рецензий, что свидетельствует о «всеобщем признании».
Мора Джонстон из Rolling Stone заявила, что Speak Now (Taylor’s Version) «расширяет наше представление о знаковом альбоме», благодаря более жёсткому качеству записи. Британский критик того же журнала Марк Сазерленд написал: «мощь, стихийная сила и кипящая боль, которые сделали оригинальный Speak Now такой замечательной записью, остались поразительно нетронутыми». Аннабель Ньюджент из The Independent, Поппи Платт из The Daily Telegraph, Джонатан Киф из Slant Magazine, Рейчел Кэролл из PopMatters, Стивен Томас Эрлевайн из AllMusic и Уилл Ходжкинсон из The Times отметили более чёткое сведение альбома, эмоциональную насыщенность, дополнительные нюансы новых песен «из хранилища», а также сильный и изысканный вокал Свифт. Алекс Хоппер из American Songwriter и Келси Барнс изThe Line of Best Fit похвалили альбом за то, что он является катарсисом и точно передает подростковый возраст. Критик Spin Бобби Оливье восхитился «роковой элегантностью» альбома и «зрелым и фактурным вокалом» Свифт.
Изменение текста песни «Better than Revenge» вызвало много споров в рецензиях, некоторые критики назвали его излишним. Другие оценили это изменение, отметив, что оно соответствует изменившимся взглядам Свифт как взрослой женщины. Лаура Снейпс из The Guardian и Вринда Джагота из Pitchfork отметили, что голос Свифт, хотя и стал «гораздо богаче», чем в 2010 году, утратил «юношеский звон» и «подростковый раздрай», но тем не менее, они считают, что альбом впечатляет развитием композиции и музыкальной последовательностью.

### Награды и номинации
На Billboard Music Awards 2023 года Свифт получила 20 номинаций, включая Top Country Album за альбом Speak Now (Taylor’s Version), Top Country Artist и Top Country Female Artist.
На Gold Derby Music Awards 2 февраля 2024 года Тейлор выиграла все 9 из 9 номинаций, включая лучший кантри-альбом за Speak Now (Taylor’s Version).

## Коммерческий успех
После выхода альбом Speak Now (Taylor’s Version) получил 126,3 млн потоков в день открытия на Spotify, побив рекорды по количеству потоков за один день для любого альбома в 2023 года и для альбома в стиле кантри за всю историю, и став вторым по количеству потоков альбомом женского исполнителя за один день после альбома Свифт Midnights (2022).
По данным Billboard, за первые четыре дня продаж альбом Speak Now (Taylor’s Version) разошелся в США тиражом 575 000 экземпляров, включая более 400 000 продаж альбома (из них 225 000 — виниловые пластинки), что стало самой большой неделей потребления и продаж альбома в 2023 году, а также второй по величине неделей продаж виниловых пластинок в истории США после Midnights.
Альбом Speak Now (Taylor’s Version) дебютировал на вершине Billboard 200 с тиражом 716 000 экземпляров, включая 507 000 продаж альбомов, и стал самым продаваемым альбомом в стиле кантри с декабря 2014 года. Свифт установила новые рекорды среди женщин по количеству альбомов номер один в истории чартов (12), и по количеству лет подряд с новым альбомом, ставшим первым (5), опередив Барбру Стрейзанд и Майли Сайрус, соответственно. Свифт также стала первой исполнительницей, девять альбомов которой были проданы тиражом не менее 500 000 экземпляров за одну неделю, а также первой женщиной, у которой сразу четыре альбома вошли в первую десятку чарта одновременно. Все 22 композиции с альбома Speak Now (Taylor’s Version) дебютировали в Billboard Hot 100, доведя общее количество композиций Свифт в карьере до 212, обогнав по этому показателю участников телесериала Хор (Glee), и заняв второе место за все время существования чарта. Альбом стал восьмым номером один в чарте Top Country Albums, а все его 22 композиции попали в чарт Hot Country Songs (женский рекорд), причем семь — в первую десятку. Суммарное количество недель, проведенных Свифт на первом месте в рейтинге Top Country Albums, достигло 100, что является самым большим показателем среди женщин (впереди Шанайи Твейн — 97). С начала существования кантри-чарта в 1964 году Свифт занимает пятое место по количеству недель, проведенных на первом месте среди всех исполнителей, после Гарта Брукса (173), Alabama (125), Моргана Уоллена (117) и Вилли Нельсона (107).
Альбом Speak Now (Taylor’s Version) Speak Now (Taylor’s Version) дебютировал на первом месте в UK Albums Chart с тиражом 67 000 экземпляров, превысив показатели альбома 2010 года (шестое место) и удвоив продажи в первую неделю. Свифт стала самой быстрой исполнительницей-женщиной, собравшей 10 альбомов номер один в Великобритании, опередив Мадонну.
В Австралии альбом Speak Now (Taylor’s Version) дебютировал на вершине ARIA Albums Chart, сместив с первого места Midnights. Этот альбом стал одиннадцатым альбомом Свифт, занявшим первое место, и она стала первым музыкантом, кто сменил себя на первом месте.

## Список треков
Слова и музыка всех песен — Тейлор Свифт.
| №                   | Название                                        | Продюсеры                  | Длительность |
| ------------------- | ----------------------------------------------- | -------------------------- | ------------ |
| 1.                  | «Mine»                                          | Тейлор Свифт Кристофер Роу | 3:51         |
| 2.                  | «Sparks Fly»                                    | Свифт Роу                  | 4:21         |
| 3.                  | «Back to December»                              | Свифт Роу                  | 4:54         |
| 4.                  | «Speak Now»                                     | Свифт Роу                  | 4:02         |
| 5.                  | «Dear John»                                     | Свифт Роу                  | 6:45         |
| 6.                  | «Mean»                                          | Свифт Роу                  | 3:58         |
| 7.                  | «The Story of Us»                               | Свифт Роу                  | 4:27         |
| 8.                  | «Never Grow Up»                                 | Свифт Роу                  | 4:52         |
| 9.                  | «Enchanted»                                     | Свифт Роу                  | 5:53         |
| 10.                 | «Better than Revenge»                           | Свифт Роу                  | 3:40         |
| 11.                 | «Innocent»                                      | Свифт Роу                  | 5:01         |
| 12.                 | «Haunted»                                       | Свифт Роу                  | 4:05         |
| 13.                 | «Last Kiss»                                     | Свифт Роу                  | 6:09         |
| 14.                 | «Long Live»                                     | Свифт Роу                  | 5:17         |
| 15.                 | «Ours»                                          | Свифт Роу                  | 3:55         |
| 16.                 | «Superman»                                      | Свифт Роу                  | 4:34         |
| 17.                 | «Electric Touch» (при участии Fall Out Boy)     | Свифт Аарон Десснер        | 4:26         |
| 18.                 | «When Emma Falls in Love»                       | Свифт Десснер              | 4:12         |
| 19.                 | «I Can See You»                                 | Свифт Джек Антонофф        | 4:33         |
| 20.                 | «Castles Crumbling» (при участии Хейли Уильямс) | Свифт Антонофф             | 5:06         |
| 21.                 | «Foolish One»                                   | Свифт Десснер              | 5:11         |
| 22.                 | «Timeless»                                      | Свифт Антонофф             | 5:21         |
| Общая длительность: | Общая длительность:                             | Общая длительность:        | 104:33       |

| №                   | Название                                                 | Длительность |
| ------------------- | -------------------------------------------------------- | ------------ |
| 23.                 | «Dear John» (концертная запись с Eras Tour, Миннеаполис) | 7:09         |
| 24.                 | «Last Kiss» (концертная запись с Eras Tour, Канзас-Сити) | 6:12         |
| Общая длительность: | Общая длительность:                                      | 117:54       |

Уточнения
- Все треки имеют подзаголовок «Taylor’s Version»; треки 17—22 дополнительно имеют подзаголовок «From the Vault».
- Упаковка CD альбома состоит из двух дисков, на одном из которых содержатся треки 1—16, а на другом — треки 17—22.

## Хит-парады
| Чарт (2023)                                 | Высшая позиция |
| ------------------------------------------- | -------------- |
| Аргентина (CAPIF)                           | 1              |
| Австралия (ARIA)                            | 1              |
| Австралия (Country Albums), ARIA)           | 1              |
| Австрия (Ö3 Austria)                        | 26             |
| Бельгия/Фландрия (Ultratop)                 | 1              |
| Бельгия/Валлония (Ultratop)                 | 2              |
| Канада (Canadian Albums Chart)              | 1              |
| Чехия (ČNS IFPI)                            | 3              |
| Дания (Hitlisten)                           | 6              |
| Нидерланды (Album Top 100)                  | 1              |
| Финляндия (Suomen virallinen lista)         | 6              |
| Финляндия (Physical Albums, Finnish Charts) | 2              |
| Ирландия (IRMA)                             | 1              |
| Франция (SNEP)                              | 2              |
| Германия (Offizielle Top 100)               | 35             |
| Венгрия (MAHASZ)                            | 3              |
| Ирландия (IRMA)                             | 1              |
| Япония (Oricon)                             | 11             |
| Япония (Combined Albums, Oricon)            | 17             |
| Япония (Hot Albums, Billboard Japan)        | 9              |
| Литва (AGATA)                               | 10             |
| Новая Зеландия (RMNZ)                       | 1              |
| Норвегия (VG-lista)                         | 2              |
| Шотландия (Scottish Albums Chart)           | 1              |
| Испания (PROMUSICAE)                        | 1              |
| Швеция (Sverigetopplistan)                  | 1              |
| Великобритания (UK Albums Chart)            | 1              |
| США (Billboard 200)                         | 1              |
| США (Billboard Top Country Albums) ·        | 1              |

| Чарт (2023)                       | Позиция |
| --------------------------------- | ------- |
| Australian Albums (ARIA)          | 7       |
| Canadian Albums (Billboard)       | 22      |
| New Zealand Albums (RMNZ)         | 19      |
| US Billboard 200                  | 11      |
| US Top Country Albums (Billboard) | 4       |

| Чарт (2024)                        | Позиция |
| ---------------------------------- | ------- |
| Australian Albums (ARIA)           | 39      |
| Australian Country Albums (ARIA)   | 7       |
| Belgian Albums (Ultratop Flanders) | 70      |
| New Zealand Albums (RMNZ)          | 39      |
| Portuguese Albums (AFP)            | 170     |
| Spanish Albums (PROMUSICAE)        | 72      |
| UK Albums (OCC)                    | 88      |
| US Billboard 200                   | 28      |
| US Top Country Albums (Billboard)  | 6       |

## Сертификации
| Регион                                                                      | Сертификация | Продажи |
| --------------------------------------------------------------------------- | ------------ | ------- |
| Австралия (ARIA)                                                            | Платиновый   | 70 000  |
| Дания (IFPI Danmark)                                                        | Золотой      | 10 000  |
| Франция (SNEP)                                                              | Золотой      | 50 000  |
| Новая Зеландия (RMNZ)                                                       | Платиновый   | 15 000  |
| Польша (ZPAV)                                                               | Золотой      | 10 000  |
| Испания (PROMUSICAE)                                                        | Золотой      | 20 000  |
| Великобритания (BPI)                                                        | Золотой      | 100 000 |
| Данные о продажах + прослушиваниях приведены только на основе сертификации. |              |         |

### Комментарии
1. ↑  До Speak Now (Taylor’s Version) Свифт также выпустила переиздание третьего концертного альбома Lover (Live from Paris) (в феврале 2023 года)[1].
2. ↑  Midnights, Lover и Folklore находились на местах №№ 5, 7 и 10, соответственно[56].
3. ↑  22 июля 2023 года сразу 25 песен Свифт вошли Billboard Hot 100, включая все 22 с Speak Now (Taylor’s Version) и ещё три из других дисков: на № 9 песня «Cruel Summer» с альбома Lover; и две песни с Midnights (№ 10 — «Karma» и № 20 — «Anti-Hero»):
 
№ 5, «I Can See You (From the Vault)»;
№ 9, «Cruel Summer»;
№ 10, «Karma»;
№ 15, «Mine»;
№ 16, «Back to December»;
№ 19, «Enchanted»;
№ 20, «Anti-Hero»; 
№ 22, «Sparks Fly»;
№ 26, «Dear John»;
№ 28, «Better Than Revenge»;
№ 31, «Castles Crumbling» feat. Hayley Williams;
№ 33, «Speak Now»;
№ 34, «When Emma Falls in Love (From the Vault)»;
№ 35, «Electric Touch (From the Vault)» feat. Fall Out Boy;
№ 39, «Mean»;
№ 40, «Foolish One (From the Vault)»;
№ 42, «The Story of Us»;
№ 48, «Timeless (From the Vault)»;
№ 50, «Haunted»;
№ 53, «Long Live»;
№ 57, «Last Kiss»;
№ 58, «Never Grow Up»;
№ 63, «Innocent»;
№ 68, «Ours»;
№ 74, «Superman».
 Свифт занимает 4-е и 5-е места по наибольшему числу песен в одну неделю в Hot 100 в истории чарта:
36 — Морган Уоллен (18 марта 2023);
28 — Морган Уоллен (25 марта 2023);
27 — Дрейк (14 июля 2018);
26 — Тейлор Свифт (27 ноября 2021);
25 — Тейлор Свифт (22 июля 2023);
25 — Lil Baby (29 октября 2022)[57].
4. ↑  22 июля 2023 года Свифт увеличила свой прошлый рекорд среди женщин (27 ноября 2021 года с альбома Red (Taylor’s Version) был 21 хит в кантри-чарте) до 22 в Hot Country Songs:

№ 3, «I Can See You (From the Vault)»;
№ 4, «Mine»;
№ 5, «Back to December»;
№ 7, «Enchanted»;
№ 8, «Sparks Fly»;
№ 9, «Dear John»;
№ 10, «Better Than Revenge»;
№ 13, «Castles Crumbling» feat. Hayley Williams;
№ 14, «Speak Now»;
№ 15, «When Emma Falls in Love (From the Vault)»;
№ 16, «Electric Touch (From the Vault)» feat. Fall Out Boy;
№ 17, «Mean»;
№ 18, «Foolish One (From the Vault)»;
№ 20, «The Story of Us»;
№ 21, «Timeless (From the Vault)»;
№ 22, «Haunted»;
№ 24, «Long Live»;
№ 26, «Last Kiss»;
№ 27, «Never Grow Up»;
№ 28, «Innocent»;
№ 29, «Ours»;
№ 31, «Superman»[58].